# Telugu (folk)
Telugu är ett dravidfolk som lever främst i delstaten Andhra Pradesh. Det finns även telugu som lever i Goa, Maharashtra, Karnataka, Kerala och Tamil Nadu, liksom i Nordamerika, Europa och andra sydasiatiska länder. Deras huvudspråk är telugu. Till religiös tillhörighet är de hinduer, buddhister, jainister och muslimer.